# Figueiredo Filho
José Joaquim de Figueiredo Filho, ou apenas Figueiredo Filho, (Santa Rosa de Viterbo, 3 de agosto de 1923) foi um médico e político brasileiro, outrora deputado federal pelo Rio de Janeiro.

## Dados biográficos
Filho de José Joaquim de Figueiredo e Ana Ferreira de Carvalho. Médico e funcionário da Companhia Siderúrgica Nacional em Volta Redonda, tornou-se adjunto de diretoria para assuntos médicos e depois diretor social da companhia, além de proprietário da Casa de Saúde Santa Maria, em Barra Mansa.
Candidato a prefeito de Volta Redonda numa sublegenda do MDB em 1972, foi derrotado. Com o fim do bipartidarismo em 1979, optou pelo PDS, elegendo-se deputado federal em 1982. Como parlamentar, ausentou-se da votação da Emenda Dante de Oliveira em 1984 e votou em Paulo Maluf no Colégio Eleitoral em 1985. Deixou a política ao final do mandato, vendendo a seguir sua participação na Casa de Saúde Santa Maria.